# Yousef Nasser
Pour les articles homonymes, voir Nasser (homonymie).
Yousef Nasser Al Sulaiman (arabe : يوسف ناصر) (né le 9 octobre 1990 à Koweït City au Koweït) est un footballeur international koweïtien, qui évolue au poste d'attaquant.

## Biographie

### Carrière en club
Avec le Kazma Sporting Club, il participe à la Coupe de l'AFC en 2012, inscrivant 5 buts dans cette compétition.

### Carrière en sélection
Avec l'équipe du Koweït, il possède 63 sélections (pour 27 buts inscrits) depuis 2009. 
Il figure dans le groupe des sélectionnés lors des Coupes d'Asie des nations de 2011 et de 2015.

## Palmarès
Kazma
| - Coupe du Koweït (1) : - Vainqueur : 2011. - Finaliste : 2012. - Coupe de la Fédération du Koweït : - Finaliste : 2009 et 2012. |  | - Supercoupe du Koweït : - Finaliste : 2011. |